# Рижский зоопарк
Рижский зоопарк (латыш. Rīgas zoodārzs) расположен в столице Латвии — Риге, на территории микрорайона Межапаркс, на западном берегу озера Кишэзерс.

## История
Первым шагом к созданию в Риге зоопарка явилось создание в 1908 году общества «Рижский зоологический сад», но лишь через четыре года, 14 (27) октября 1912 года, зоосад был открыт для посетителей.
Во время Первой мировой войны зоопарк был вывезен в зоопарк Хагенбека в Штеллинген — район Гамбурга и возобновлён только в 1932—1933 годах. В 1933 году директором Рижского зоопарка стал энтомолог Лесного департамента Латвии Лаймонис Гайлитис. Во время Великой Отечественной войны парк и животные практически не пострадали, но доступ посетителей был закрыт.
В 1987 году в Рижском зоопарке насчитывалось 2150 особей животных 405 видов.
С 1990-х годов зоопарк является муниципальной собственностью. Финансовые трудности вынудили зоопарк расстаться с некоторыми животными, в частности, со слонами. Активную позицию в борьбе за сохранение животных в Рижском зоопарке, в том числе родившейся в нём слонихи Зузите, занимала известная писательница Дзидра Ринкюле-Земзаре, ею проводилась кампания по сбору средств на содержание животных.
В настоящее время зоопарк открыт круглый год, его площадь составляет 19,9 га. В 1993 году был открыт филиал «Цирули» близ Лиепаи, расположенный на территории площадью 137 га. Посещаемость Рижского зоопарка оценивается в 300 тыс. посетителей в год.

### Происшествия
- Утром 7 января 2011 года произошёл пожар в домике для зебр, погибли животные (антилопа и зебры)[5].